# Lerchea capitata
Lerchea capitata är en måreväxtart som beskrevs av Spencer Le Marchant Moore. Lerchea capitata ingår i släktet Lerchea och familjen måreväxter. Inga underarter finns listade i Catalogue of Life.